# Кастильон-Фибокки
Кастильо́н-Фибо́кки (итал. Castiglion Fibocchi) — коммуна в Италии, располагается в области Тоскана, в провинции Ареццо.
Население составляет 2218 человек (2011 г.), плотность населения составляет 83 чел./км². Коммуна занимает площадь 26 км². Почтовый индекс — 52029. Телефонный код — 0575.
Покровителями коммуны почитаются святой апостол Пётр и святой Иларий, празднование во второе воскресенье октября.

## Демография
Динамика населения:

## Галерея
- Церковь свв. Петра и Илария

## Администрация коммуны
- Официальный сайт: http://www.comune.castiglionfibocchi.ar.it Архивная копия от 6 сентября 2011 на Wayback Machine